# RC Enerson
Richard Chad "RC" Enerson (New Port Richey, 6 de março de 1997) é um automobilista norte-americano.

## Carreira
Tendo iniciado sua carreira no kart, Enerson fez sua estreia como piloto profissional na U.S. F2000, defendendo a Team E, gerida por seu pai, Neil, na divisão National Class. Voltou à categoria em 2013, agora pela equipe ZSports. Ficou em 9º lugar, com 143 pontos. Na temporada seguinte, conquistou o vice-campeonato com 5 vitórias.

## Indy Lights
Em 2015, credenciado pelo vice-campeonato da U.S. F2000 no ano anterior, Enerson assinou com a Schmidt Peterson Motorsports para disputar a temporada da Indy Lights. Nas 16 provas do campeonato, foram 5 pódios e o 4º lugar no geral, com 295 pontos.
Continuou na SPM em 2016, chegando a conquistar um pódio na etapa de Phoenix. Após a corrida de Indianápolis, deixou a equipe - seu pai explicou que era uma tentativa de poupar dinheiro para uma eventual contratação para a temporada 2017 da IndyCar.

### IndyCar Series
Em junho de 2016, Enerson foi contratado pela equipe Dale Coyne para guiar o #19 na etapa de Mid-Ohio. O desempenho foi razoável, apesar do 19º lugar conquistado. Participou também dos GPs de Watkins Glen (onde chegou em 9º, seu melhor resultado) e Sonoma.

## O processo da SPM
Quase um mês após a primeira participação de Enerson na IndyCar, a Schmidt Peterson entrou com um processo contra ele e a Team E, alegando "quebra de contrato", além de cobrar 460 mil dólares na justiça.